# Fabian Obergfell
Fabian Obergfell (*  1980er im Schwarzwald) ist ein deutscher Koch.

## Werdegang
Nach der Ausbildung ab 2005 im Hotel Waldsägmühle in Pfalzgrafenweiler ging er 2009 zum Hotel Traube Tonbach. und 2010 zum Restaurant Sonnora bei Helmut Thieltges in Dreis (drei Michelinsterne). Im Oktober 2012 wechselte er zu Brenners Parkhotel bei Paul Stradner in Baden-Baden (ein Michelinstern). Ab Dezember 2017 kochte er als Souschef im Restaurant Ophelia bei Dirk Hoberg in Konstanz (zwei Michelinsterne).
Im Mai 2025 wurde er Küchenchef im Restaurant Mühle in Schluchsee, das im Juni 2025 mit einem Michelinstern ausgezeichnet wurde.

## Auszeichnungen
- 2025: Ein Michelinstern für das Restaurant Mühle in Schluchsee[4]